# Granulocyte basophile

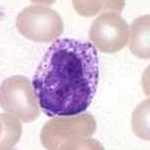
Granulocyte basophile

Les granulocytes basophiles ou polynucléaires basophiles (ou plus simplement basophiles) sont des leucocytes (cellules sanguines de la lignée blanche), ayant un rôle dans le système immunitaire.
Ils sont apparentés aux neutrophiles (voir ci-dessus).
La sécrétion d'histamine par les basophiles joue un rôle important dans la réponse immunitaire contre les parasites, et contribue aux réactions allergiques comme l'asthme.

## Terminologie
Le qualificatif de « basophile » vient aussi d'une caractéristique visible en microscopie optique : après ajout des colorants vitaux usuels, ces cellules se colorent en bleu (leurs grandes inclusions cytoplasmiques fixent les colorants bleus). Les autres granulocytes sont les granulocytes neutrophiles et éosinophiles.[réf. nécessaire]

## Valeur normale
Les basophiles représentent moins de 3 % des globules blancs circulants (soit 0 à 300 basophiles par microlitre de sang [0 à 0,3 × 10⁹ par litre]).
Valeur normale chez l’adulte :  < 0,15 G/L.

## Fonctions
Les inclusions cytoplasmiques contiennent de nombreuses molécules, et en particulier histamine et héparine (À la différence des mastocytes, ils ne contiennent pas de sérotonine. Une autre différence avec cette cellule est que les basophiles circulent dans le sang).[réf. nécessaire]
L'histamine et l'héparine servent à empêcher la coagulation dans les vaisseaux sanguins, mais aussi à augmenter la perméabilité des capillaires sanguins, ouvrant ainsi la voie à la diapédèse.[réf. nécessaire]
L'histamine active la réaction inflammatoire et intervient également dans les réactions allergiques et notamment dans les hypersensibilités de Type I.
Ces cellules activées jouent un rôle majeur dans l'inflammation, capables de relarguer leurs vacuoles au contact d'allergènes auxquels ils sont sensibles.[réf. nécessaire]
Les granulocytes basophiles ont également la propriété de libérer un facteur, l'ECFA (Eosinophils Chemotactic Factor of Anaphylaxis), un facteur de chimiotaxie qui attire les granulocytes éosinophiles (notamment parce que ces derniers sont capables de moduler une réaction allergique).[réf. nécessaire]

## Augmentation du nombre de basophiles
C'est un état pathologique rare (caractérisé par un nombre de granulocytes basophiles supérieur à 0,1 giga par litre de sang).
- Une augmentation modérée de 2 à 5 % se retrouve en cas d'états allergiques ou inflammatoires (dermatoses, asthme, réactions d’hypersensibilité immédiate, (anaphylaxie))[2].
- Forte augmentation se retrouve en cas d'un nombre > 0.5 G/L (cas dans lequel il est préférable d'effectuer une vérification sur frottis sanguin)[2]. Cela peut survenir en cas d’hypothyroïdie, mais une augmentation des polynucléaires basophiles se rencontre essentiellement dans les syndromes myéloprolifératifs (leucémie myéloïde chronique (LMC), splénomégalie myéloïde (SM), polyglobulie essentielle, la myélofibrose, thrombocythémie essentielle), mais également en cas de syndromes myéloprolifératifs dysplasiques ou de Leucémies aiguës[1],[2].

La variation du nombre de basophiles est généralement détectée de façon fortuite
.

## Diminution du nombre des basophiles
Elle est souvent difficile à établir et a peu d’intérêt diagnostic. On rencontre cette situation en cas de stress aigu, Maladie de Cushing, traitements par corticoïdes, ACTH, ou choc anaphylactique, urticaire chronique, infection ou encore hypothyroïdie.